# Thierry Dreveton
Ne doit pas être confondu avec Baltasar Dreveton.
Thierry Dreveton, né le 15 janvier 1966 à Tain-l'Hermitage (Drôme), est un fonctionnaire français.

## Biographie
En 1993, Thierry Dreveton devient huissier aux finances publiques en France. À l'issue de 21 ans de service, il est décoré de l'ordre national du Mérite, et élevé au grade de chevalier.
La nomination est portée par décret du président de la République française, François Hollande, le 14 mai 2014.
Le 15 mai 2014, le décret est publié au Journal officiel de la République française.